# Schlauchhalter

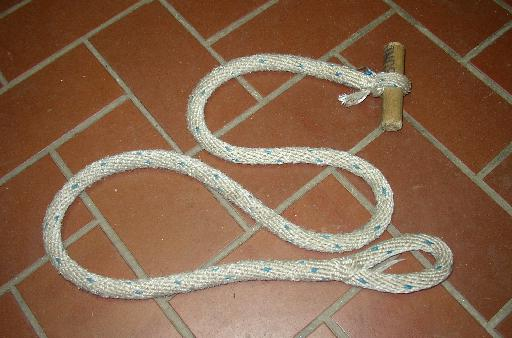
Schlauchhalter

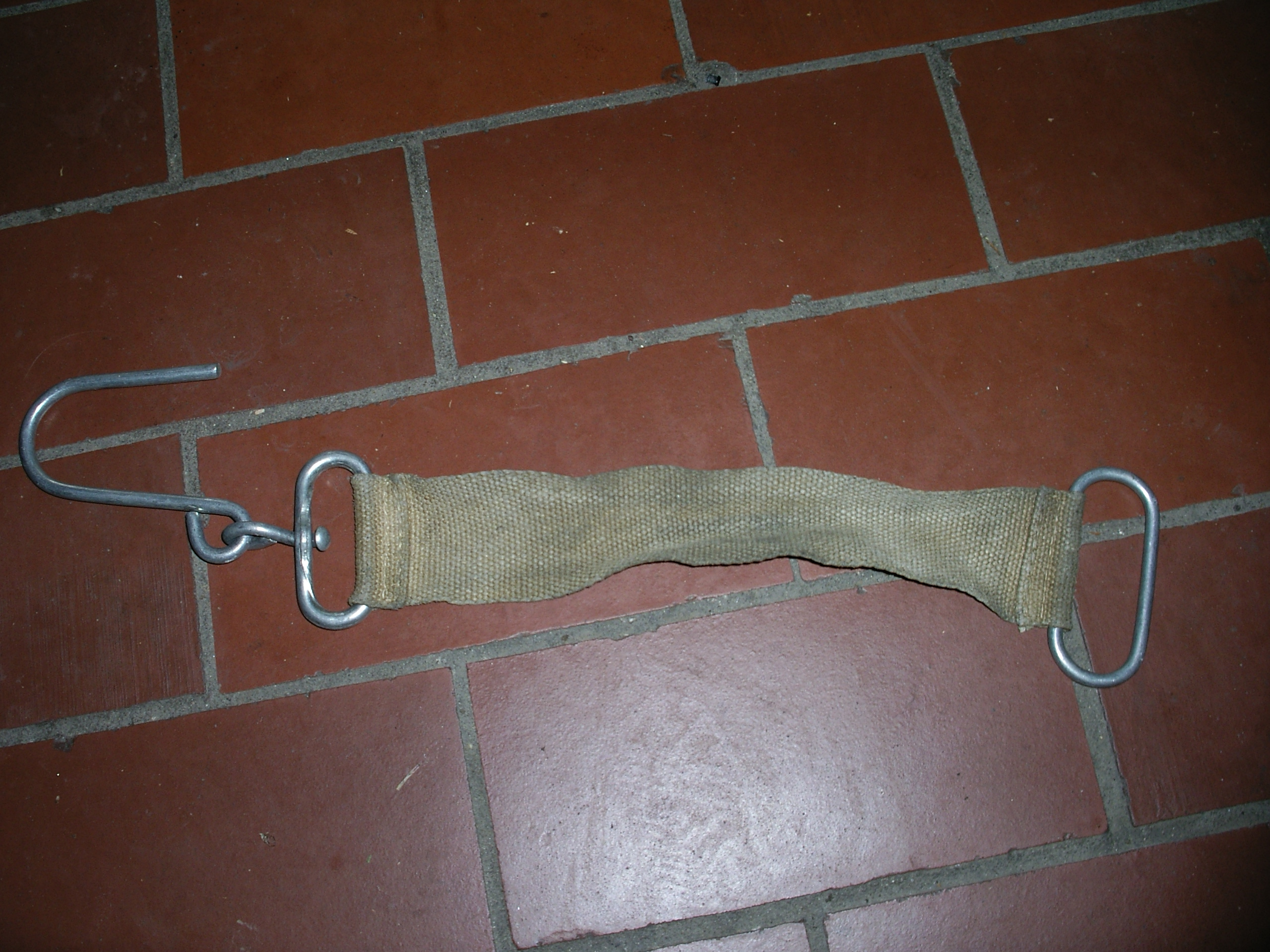
Weiterer Schlauchhalter

Unter einem Schlauchhalter versteht man ein ca. 160 cm langes Seilstück, welches an einem Ende ein Auge besitzt. Ein weiteres Modell besteht aus einem ca. 30 cm langen Stück Baumwollband (ca. 8 cm breit) und einem Haken sowie einer Öse aus Metall. Er wird von der Feuerwehr verwendet um Druckschläuche z. B. gegen Abrutschen durch ihr Eigengewicht oder um Leitern mittels Knoten gegen Umkippen zu sichern.
Alternativ kann diese Aufgabe auch mittels einer Feuerwehrleine bewältigt werden.
Nach der Feuerwehr-Dienstvorschrift 1 führt der Truppmann bei Löscheinsätzen mit B-, C- oder Hohlstrahlrohren einen Schlauchhalter mit.